# Lady-M-Klasse (1991)
Die Lady-M-Klasse ist eine ehemalige Küstenmotorschiffsklasse der zur Spliethoff-Gruppe gehörenden Reederei Wijnne Barends in Delfzijl.
Der Schiffstyp, der von der Bauwerft als „HCC 3000“ (High Cubic Container 3000), teilweise auch nur „High Cubic 3000“, bezeichnet wird, wurde speziell für den Transport von Forstprodukten wie Paketholz entworfen.

## Geschichte
Die Schiffe wurden auf der niederländischen Werft Niestern Sander in Delfzijl gebaut und zwischen 1991 und 1996 abgeliefert.
Die Schiffe wurden mittlerweile verkauft: So gingen beispielsweise die Marie Christine 2007 ebenso wie die Olga 2015 nach Polen, die Helene wurde 2008 innerhalb der Niederlande, die Kirsten 2015 nach Finnland sowie die Magda 2017 nach Norwegen verkauft.
Alle Schiffe waren ursprünglich mit weiblichen Vornamen benannt. Um 2010 wurden sie für das neue Namenssystem der Reederei – „Lady“ plus Vorname – umbenannt. Der Klassenname ergab sich aus den beiden zuletzt bei Wijnne Barends verbliebenen Schiffen der Serie, der Lady Mathilde und der Lady Menna.

## Beschreibung

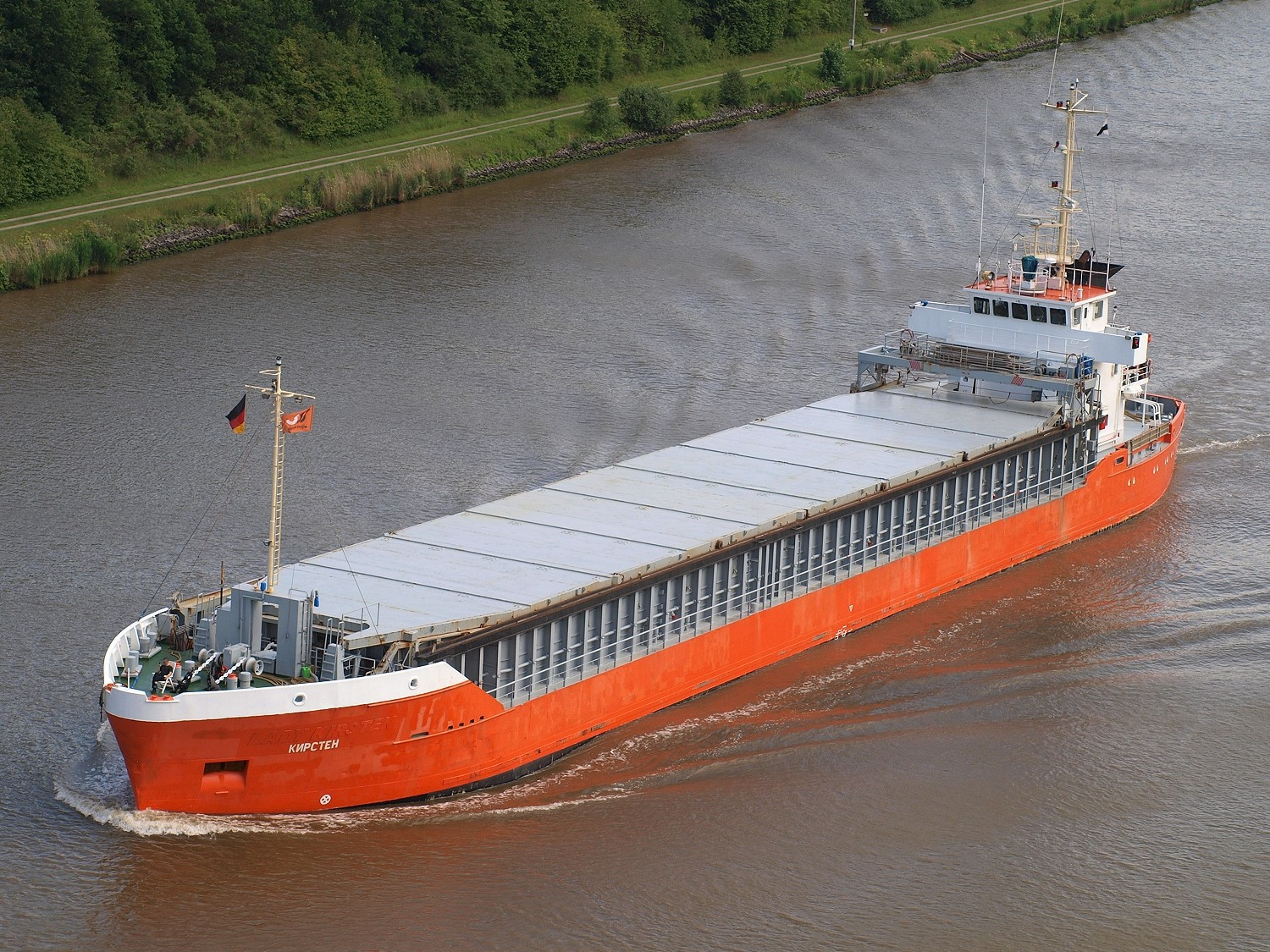
Die Kirsten im Jahr 2011

Der Antrieb der Schiffe erfolgt durch einen Viertakt-Sechszylinder-Dieselmotor des Herstellers Caterpillar (Typ: 3606TA) mit rund 1.850 kW Leistung. Der Motor wirkt auf einen Festpropeller. Die Schiffe sind mit einem Bugstrahlruder mit 240 kW Leistung ausgestattet, das von einem Caterpillar-Dieselmotor angetrieben wird. Für die Stromerzeugung stehen zwei Caterpillar-Dieselgeneratoren mit jeweils 85 kW Leistung zur Verfügung.
Das Deckshaus befindet sich im hinteren Bereich der Schiffe. Es bietet auf drei Decks Platz für bis zu acht Besatzungsmitglieder. Vor dem Deckshaus befindet sich ein in zwei Abteilungen unterteilter Laderaum, der mit aus acht Segmenten bestehenden Faltlukendeckeln verschlossen wird. Die vordere Abteilung des Raums ist 26,00 Meter lang, 10,30 Meter breit und 9,56 Meter hoch. Die hintere Abteilung ist 31,85 Meter lang, 10,30 Meter breit und 9,56 Meter hoch. Der Raum verjüngt sich im vorderen und hinteren Bereich jeweils auf 5,09 Metern Länge von 10,30 Meter auf 7,36 Meter Breite. Die Luke ist 57,85 Meter lang und 10,30 Meter breit. Der Rauminhalt beträgt in der Summe 5.548 m³. Die Tankdecke kann mit 10 t/m², die Lukendeckel mit 1,4 t/m² belastet werden.
Die Schiffe sind für den Transport von Containern vorbereitet. Die Gesamtkapazität beträgt 136 TEU. Im Raum können neun 20-Fuß-Container hintereinander – vier in der vorderen und fünf in der hinteren Abteilung – sowie vier nebeneinander und drei übereinander gestaut werden. In den Bereichen, in denen sich der Raum verjüngen, passen drei Container nebeneinander. An Deck kann eine Lage Container gefahren werden.
Die Schiffe wurden mit teilweise unterschiedlicher Ausstattung abgeliefert. Marie Christine, Helene, Mathilde und Menna wurden mit einem Portalkran ausgeliefert, der über die gesamte Länge der Luke verfahrbar war. Der Kran wurde von einem Caterpillar-Dieselmotor mit 210 kW Leistung angetrieben und konnte 15 t heben. Der Kran wurde später entfernt. Olga und Aros News wurden wie Magda ohne Portalkran gebaut, allerdings mit einem Lukenwagen ausgerüstet.
Der Rumpf der Schiffe ist eisverstärkt (Eisklasse 1B).

## Schiffe
| Lady-M-Klasse                                  | Lady-M-Klasse | Lady-M-Klasse | Lady-M-Klasse                     | Lady-M-Klasse                                                                                  |
| Bauname                                        | Baunummer     | IMO-Nummer    | Stapellauf Ablieferung            | Umbenennungen und Verbleib                                                                     |
| ---------------------------------------------- | ------------- | ------------- | --------------------------------- | ---------------------------------------------------------------------------------------------- |
| Marie Christine                                | 801           | 8915744       | 16. November 1990 28. Januar 1991 | 2007 Thurkus, 2020 NS Thor                                                                     |
| Helene                                         | 802           | 8915756       | 24. Mai 1991 12. Juli 1991        | 2008 Novatrans, 2018 Fluvius Kenn, 2023: Fluvius Kenn 1                                        |
| Magda                                          | 803           | 9054963       | 14. November 1992 6. Januar 1993  | 2000 Baltic Magda, 2005 Magda, 2010 Lady Magda, 2017 Atlas, 2020: Focha                        |
| Olga                                           | 804           | 9085481       | 7. Mai 1994 2. Juli 1994          | 2009 Lady Olga, 2015 Thopas, 2022 Sea Baron                                                    |
| Kirsten                                        | 805           | 9086605       | 19. November 1994 5. Januar 1995  | in Fahrt gesetzt als Aros News, 1996 Kirsten, 2013 Lady Kirsten, 2015 Prima Lady, 2019 Marilie |
| Mathilde                                       | 806           | 9115975       | 20. Mai 1995 28. Juni 1995        | 2009 Lady Mathilde, 2019 Kongsfjell, 2022 Sea Eagle                                            |
| Menna                                          | 807           | 9126352       | Dezember 1995 31. Januar 1996     | 2009 Lady Menna, 2019 Active, 2023 Zagor                                                       |
| Daten: Stichting Maritiem-Historische Databank |               |               |                                   |                                                                                                |

Die Schiffe fuhren bei Wijnne Barends unter der Flagge der Niederlande mit Heimathafen Delfzijl.